# (6978) Hironaka
(6978) Hironaka est un astéroïde de la ceinture principale.

## Description
(6978) Hironaka est un astéroïde de la ceinture principale. Il fut découvert le 12 septembre 1993 à Kitami par Kin Endate et Kazuro Watanabe. Il présente une orbite caractérisée par un demi-grand axe de 2,56 UA, une excentricité de 0,17 et une inclinaison de 7,5° par rapport à l'écliptique.

## Compléments